# Бисера Бошкаило
Бисера Бошкаило (Тутин, 9. јануар 1965) је српска и босанскохерцеговачка књижевница и новинарка бошњачког порекла, која је добила српску књижевну награду Мирослав Дерета за роман Билија. Докторирала је германистику и радила као предавач немачког језика у Србији, Босни и Херцеговини и Немачкој.

## Књижевни рад
- Вилино коло (1991, Ослобођење, Сарајево)[4]
- Голи оток (2001, Љиљан, Сарајево)
- Ла перла (2004, Босанска ријеч, Тузла)
- Паштер (2005, Захилица, Сарајево)
- Седмица пуна субота (2007, Тузла)
- Билија (2009, Дерета, Београд)[5]
- Караконџула (2012, Нова књига, Подгорица)
- Слика од милион долара (2020, Тешањ)